# Takaaki Nishikawa
Takaaki Nishikawa (jap. 西川 喬昭, Nishikawa Takaaki; * um 1945) ist ein japanischer Jazzmusiker (Schlagzeug).
Takaaki Nishikawa arbeitete in der japanischen Jazzszene ab den 1960er-Jahren mit Shungo Sawada, mit dem 1968 erste Aufnahmen entstanden (Lyrics of Japan in Jazz). In den folgenden Jahrzehnten spielte er u. a. mit Hidehiko Matsumoto, Yuzuru Sera, Donald Bailey und Shōji Suzuki. Er war auch Mitglied der Piano-Trios von Takeshi Kurita (mit Isoo Fukui), Sakurako Ogyu (Memories of You, 1979) und Yoko Morimoto (My Conception, 1992). In den 1990er-Jahren wirkte er noch bei Aufnahmen der Sängerin Emi Oya (Club L) mit. Im Bereich des Jazz listet ihn Tom Lord zwischen 1968 und 1996 bei 15 Aufnahmesessions, zuletzt mit der Ack-Ack' Band (Ack-Ack' Live at Misaki Club), der auch Lew Tabackin, Peter Madsen und Emi Oya angehörten.